# Tab Ramos
Tabaré Ramos Ricciardi (* 21. September 1966 in Montevideo, Uruguay) ist ein ehemaliger US-amerikanischer Fußballspieler und jetziger Trainer.
Tab Ramos beendete 2002 seine Karriere. Er spielte zwischen 1988 und 2000 81-mal für die USA und schoss dabei 8 Tore. 2005 wurde in die National Soccer Hall of Fame aufgenommen.

## Jugend und College
Als 11-Jähriger emigrierte Tab Ramos mit seiner Familie aus Uruguay in die USA. Er spielte bereits in seinem Geburtsland Fußball für den Union Vecinal Youth Club. Sein neuer Wohnort wurde New Jersey, wo er die Saint Benedict’s Preparatory School in Newark besuchte, an der ein paar Jahre später auch Claudio Reyna Schüler war. Sein erster Fußballverein in den USA war Thistle FC.
1984 wurde er als Jugendlicher von dem NASL-Verein Cosmos New York gedraftet, entschied sich aber für sein Studium an der North Carolina State University, da die NASL eingestellt wurde.
An der NC State spielte er vier Jahre für die College-Auswahl und wurde dreimal ins All-American Team der besten College-Spieler des Landes berufen.

## Profikarriere
1988 wurde er A-Nationalspieler und verließ das College. Erst 2001 machte er seinen Abschluss in Spanisch und Literatur. Sein erstes Länderspiel machte er am 10. Januar 1988 gegen Guatemala. Er nahm an den Olympischen Sommerspielen 1988 teil. 1990, 1994 und 1998 war er Teil des WM-Kaders der USA. 1994 wurde er im Achtelfinal-Spiel gegen Brasilien zur Halbzeit so schwer verletzt, dass er nicht weiterspielen konnte und der Brasilianer Leonardo die Rote Karte bekam. Mit dem US-amerikanischen Futsalteam belegte er 1989 bei der ersten Futsal-Weltmeisterschaft den dritten Rang.

## Spanien
Von 1990 bis 1996 spielte er in Spanien bei dem Drittligisten UE Figueres und dem damaligen Zweitligisten Betis Sevilla. Anschließend wechselte er nach Mexiko zu den UANL Tigres.

## MetroStars
Als die 1996 die Major League Soccer gegründet wurde, kehrte Tab Ramos in die USA zurück und spielte für NY/NJ MetroStars. Er war der erste Spieler, der einen Vertrag mit der MLS unterschrieb. In den Staaten absolvierte er 121 Spiele und schoss dabei 9 Tore.

## Trainerkarriere
Seit seinem Karriereende leitet Ramos eine Fußballschule und einen Sportpark in Aberdeen Township (New Jersey). Außerdem ist er Trainer der US-amerikanischen U-20 Fußballnationalmannschaft und betreute 2014 auch die U-23 Fußballnationalmannschaft. Neben diesen Tätigkeiten war er noch Assistenztrainer der US-amerikanischen Fußballnationalmannschaft unter Jürgen Klinsmann und Technischer Director des Jugendbereichs innerhalb der USSF.
Von Oktober 2019 bis November 2021 war er Trainer des MLS-Klubs Houston Dynamo. Nach einer Station als Chefcoach bei Hartford Athletic ist er seit September 2023 bei New England Revolution als Co-Trainer tätig.